# 松平直周
松平 直周（まつだいら なおちか）は、江戸時代中期から後期にかけての大名。播磨国明石藩6代藩主。官位は従四位下左兵衛督、大蔵大輔。直良系越前松平家7代。

## 生涯
安永2年（1773年）、4代藩主・松平直泰の三男として江戸藩邸にて誕生。天明6年（1786年）兄・直之の危篤により4月14日に世嗣となり、翌日に兄が死去する。6月7日に家督を継ぐ。寛政元年（1789年）、初めて11代将軍・徳川家斉に御目見する。従五位下を叙任、左兵衛佐と名乗る。
寛政3年（1791年）、新発田藩主・溝口直侯の妹・春姫と婚姻する。寛政8年（1796年）、幕府より濃尾三川の改修工事を命じられる。財政窮乏の中での工事のため、領内の商人より借財を行う。寛政9年（1797年）、従四位下に昇進、左兵衛督に改称する。寛政10年（1798年）、正室・春姫が死去し、浅草の幡随院に葬る。寛政11年（1799年）、干魃のため1万石の大減収となる。このため領内の商人などから寄付を募り、翌寛政12年（1800年）に寛政池を造築する。享和3年（1804年）、父・直泰が卒中のため明石城二の丸にて死去する。
文化13年（1816年）、隠居を申し出、家督を次男・斉韶に譲る。翌年、江戸高輪の別邸に移る。文政4年（1821年）、大蔵大輔と改称する。文政11年（1828年）死去、享年56。

## 系譜
- 父：松平直泰（1749-1804）
- 母：里嘉子
- 養父：松平直之
- 正室：春姫（?-1798） - 溝口直信の長女
- 室：逸 - 梅窓院、白須氏
  - 次男：松平斉韶（1803-1868）
- 生母不明の子女
  - 男子：松平直堅
  - 四男：松平直載
  - 女子：邦 - 本多忠興室
  - 女子：誠 - 慶寿院、池田政範正室
  - 女子：脩 - 有馬広憲正室